# Stormtropis muisca
Espèce
Stormtropis muisca est une espèce d'araignées mygalomorphes de la famille des Paratropididae.

## Distribution
Cette espèce est endémique du département de Boyacá en Colombie,. Elle se rencontre dans la cordillère Orientale au dessus de 3 000 m d'altitude vers Sotaquirá et Villa de Leyva dans des páramos.

## Description

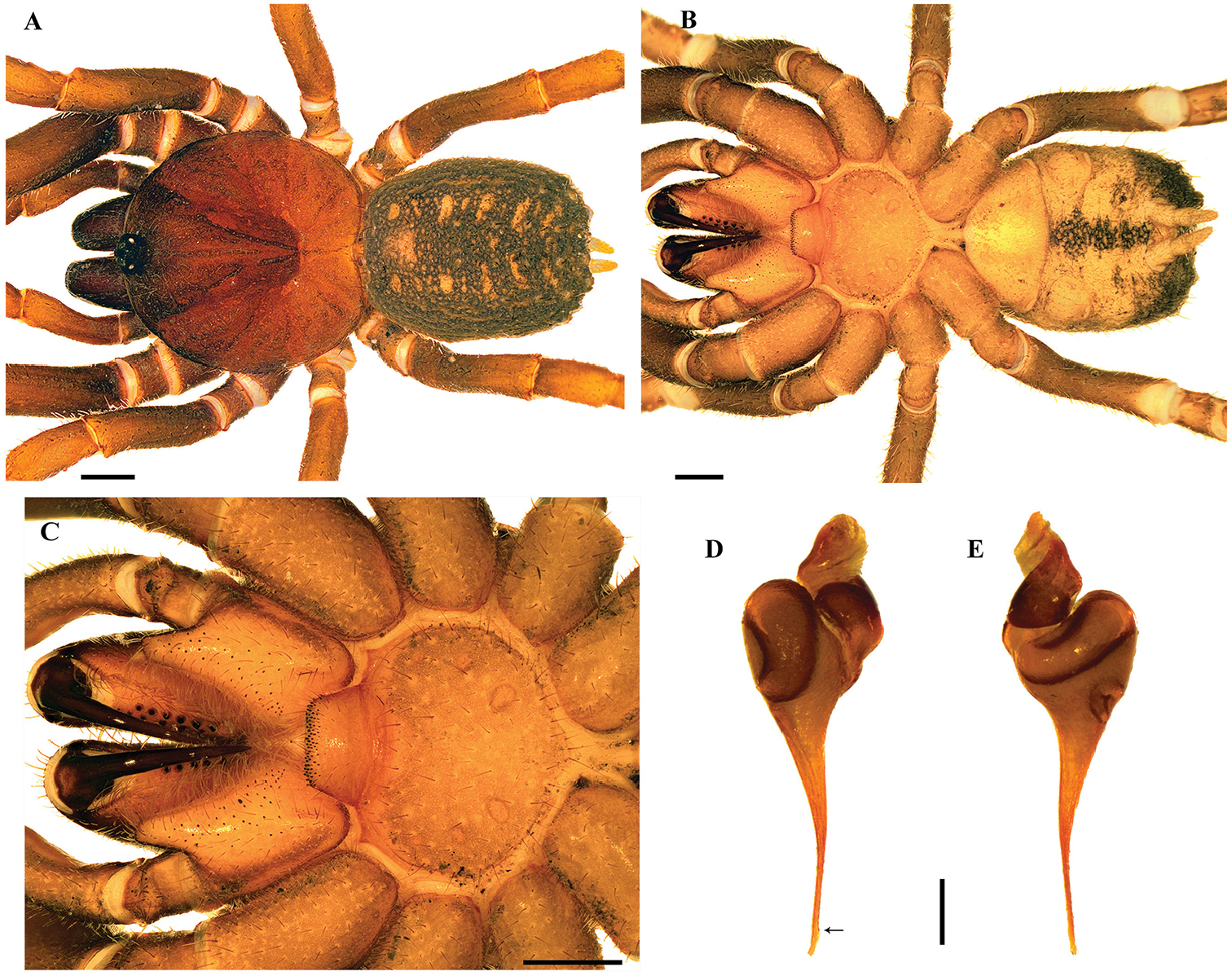
Stormtropis muisca ♂

Le mâle holotype mesure 9,5 mm.

## Systématique et taxinomie
Cette espèce a été décrite par Perafán, Galvis et Pérez-Miles en 2019.

## Publication originale
- Perafán, Galvis & Pérez-Miles, 2019 : « The first Paratropididae (Araneae, Mygalomorphae) from Colombia: new genus, species and records. » ZooKeys, vol. 830, p. 1-31 (texte intégral).